# Кершетас
Кершета́с (каз. Кершетас) — село у складі Тюлькубаського району Туркестанської області Казахстану. Входить до складу Кельтемашатського сільського округу.
До 1993 року село називалось Антоновка.
Населення — 1841 особа (2021; 1765 у 2009, 1567 у 1999, 1860 у 1989).